# Synagoga w Kobryniu
Synagoga w Kobryniu – żydowska bóżnica działająca do 1940 w Kobryniu.
Została wybudowana w II połowie XIX wieku. Architekt nadał jej eklektyczną formę z trójkondygnacyjną fasadą ozdobioną boniowaniem, płaskimi niszami i fryzami. Po włączeniu miasta do Białoruskiej Socjalistycznej Republiki Radzieckiej w 1939 bóżnica została zamknięta. W latach okupacji niemieckiej znajdowała się na terenie kobryńskiego getta. Po II wojnie światowej zamieniona w fabryczkę napojów bezalkoholowych popadła w ruinę.
Przed wojną bóżnica mieściła się przy ul. 3 Maja. Obecny adres: ul. 1 Maja.